# پستچی (فیلم ۱۹۶۷)
پستچی (انگلیسی: Postman) یک فیلم هندی و به زبان مالایالم است که در سال ۱۹۶۷، به کارگردانی و تهیه کنندگی پی.ای. توماس منتشر شد. در این فیلم ستارگانی چون ساتیان، کاویور پوناما، سوکوماران، و هاری به ایفای نقش پرداختند. 

## بازیگران
- ساتیان
- کاویور پوناما
- تیکوریشی سوکوماران
- هاری
- راماداس
- اومانا
- اومر
- کامالادوی
- شانتی

## موسیقی متن
موسیقی این فیلم توسط  چیدامبراناث کامپوز، و با متن ترانه‌ای از وایالار راماوارما و ایرایامان تامپی تولید شد. 